# ياكوب كروبا
ياكوب كروبا مواليد 19 يونيو 1985 في فالاشسكي ميزيريتشي، التشيك، هو لاعب كرة يد تشيكي يلعب كحارس مرمى. يلعب حاليا مع نادي تاتران بريشوف لكرة اليد ويحمل الرقم 1.